# Davis Cove
Davis Cove est une petite communauté canadienne située sur la péninsule de Burin de l'île de Terre-Neuve dans la province de Terre-Neuve-et-Labrador. Elle est située au nord de Monkstown et de la route 214 ainsi qu'au sud de la route 210.

## Annexe